# 베네수엘라청서
베네수엘라청서(학명 : Sciurus flammifer)는 다람쥐과 청서속에 속하는 설치류의 일종이다. 베네수엘라의 토착종이다.